# Bolide de l'Atlantique sud du 6 février 2016
Le 6 février 2016 à 13 h 55 min 9 s UTC (maximum de brillance), un bolide s'est désintégré dans le ciel de l'océan Atlantique sud, au large du Brésil, par 30,4 degrés de latitude sud et 25,5 degrés de longitude ouest.
Le bolide a été détecté par les capteurs du gouvernement américain à une altitude de 31 kilomètres. L'énergie totale libérée est estimée à 6853 milliards de joules ; l'énergie totale calculée de l'impact est de 13 kilotonnes. Il avait une vitesse relative de 15,6 kilomètres par seconde (56 160 kilomètres par heure).
Au 27 décembre 2017, ce bolide est le plus important survenu depuis le superbolide de Tcheliabinsk, qui s'était désintégré au-dessus de la Russie le 15 février 2013.